# Grylloblattidae
Grylloblattidae er en familie af ekstremofile (psykrofile) og vingeløse insekter, der lever i kulden på toppen af bjerge og på randen af gletsjere. De hører sammen med Mantophasmatidae til ordenen Notoptera. Det er vingeløse insekter, der for det meste er mindre end 3 cm lange, med et hoved, der ligner en kakerlaks, med lange antenner og med aflange halenokker, der udgår fra spidsen af deres bagkrop. De kan ikke tåle varme (de fleste arter dør ved 10 °C), og mange arter har et lille udbredelsesområde.

## Oversigt
De fleste arter af Grylloblattidae er nataktive og synes at leve af detritus. De har lange antenner med 23-45 segmenter og lange halenokker med 5-8 segmenter, men ingen vinger. Deres øjne enten mangler eller er reducerede, og de har ingen biøjne. Deres nærmeste nulevende slægtninge er de nyligt (i 2001) opdagede Mantophasmatidae. De fleste arter er mindre end 3 cm lange, den største er Namkungia magnus.
Familien har sin egen underorden, Grylloblattodea (tidligere sin egen orden). Den indeholder 5 nulevende slægter med omkring 34 nulevende arter.
De fleste arter har en begrænset udbredelse og små bestande, og med den øgede opvarmning er deres levesteder truet, hvilket gør dem truede. I Nordamerika er nogle arter som Grylloblatta barberi og G. oregonensis kun kendt fra enkelte lokaliteter.

## Levested og udbredelse
Grylloblattodea er nataktive ekstremofile dyr, der typisk findes i bladmuld og under sten i ekstremt kolde miljøer, som regel i store højder. De lever i kolde tempererede skove, ved gletsjere og på kanten af iskapper. Deres optimale temperatur er 1-4 °C. De kan dø ved koldere temperaturer på grund af isdannelse i kroppen, så når temperaturen falder under deres optimale temperaturområde, overlever de ved at opholde sig under snedækket nær jorden. De har et meget snævert temperaturområde, som de foretrækker, og kan ikke tåle høje temperaturer; mange arter bliver dræbt, når temperaturen er ca. 5 °C højere end deres optimale temperatur. De flytter sig efter årstiden for at opretholde en optimal temperatur i deres fødevarelokalitet.
Grylloblattidae er pletvist forekommende i gletsjere, huler, bjergområder og lejlighedsvis også i skove i lavere højder i det vestlige Nordamerika, Østasien (Korea og Japan) og Centralasien (Sibirien, Kina og Kasakhstan). De forventes at forekomme i flere andre bjergkæder i Asien, herunder dele af Himalaya.

## Kost
De er altædende, men lever primært af døde leddyr og ådsler. Når der er mangel på ådsler, er deres føde i høj grad afhængig af plantemateriale. Den fossile art Plesioblattogryllus magnificus fra mellemste jura havde stærke underkæber og menes at have været et rovdyr.